# Le Soler
Le Soler (în catalană El Soler) este o comună în departamentul Pyrénées-Orientales din sudul Franței. În 2009 avea o populație de 6.802 de locuitori.

## Evoluția populației
| An        | 1975  | 1982  | 1990  | 1999  | 2006  | 2009  |
| --------- | ----- | ----- | ----- | ----- | ----- | ----- |
| Populație | 3.340 | 4.401 | 5.147 | 5.825 | 6.524 | 6.802 |